# Helicogloea
Helicogloea Pat. (skrętolepek) – rodzaj grzybów z rodziny suchogłówkowatych (Phleogenaceae). W Polsce występują dwa gatunki.

## Systematyka i nazewnictwo
Pozycja w klasyfikacji według Index Fungorum: Phleogenaceae, Atractiellales, Incertae sedis, Atractiellomycetes, Pucciniomycotina, Basidiomycota, Fungi.
Synonim: Saccoblastia Möller
Polską nazwę nadał Władysław Wojewoda w 1977 r.
Gatunki występujące w Polsce:
- Helicogloea graminicola (Bres.) G.E. Baker 1936 – skrętolepek trawowy
- Helicogloea lagerheimii Pat. 1892[4]
- Helicogloea pinicola (Bourdot & Galzin) G.E. Baker 1936 – skrętolepek mączysty

Nazwy naukowe na podstawie Index Fungorum. Wykaz gatunków i nazwy polskie według Władysława Wojewody i innych.